# Tipula bigotiana
Tipula bigotiana är en tvåvingeart som beskrevs av Alexander 1920. Tipula bigotiana ingår i släktet Tipula och familjen storharkrankar. Inga underarter finns listade i Catalogue of Life.